# Дискуссионное
Дискуссио́нное — небольшое пресное озеро на побережье Восточной Антарктиды, расположенное на территории Холмов Ларсеманн.
Высота над уровнем моря — 5 м. Озеро питается талыми водами с окружающих снежников и ледников. Зимой сковано ледяным покровом мощностью более 1,4 м. Летом лёд обычно полностью тает. Температура воды в тёплое время года доходит до 8,0 °C. pH составляет 6,6.
Ранее озеро Дискуссионное было соединено с морем, однако в период позднего голоцена уровень моря понизился, и в результате постоянного притока талых вод озеро опреснилось.